# Krigsåret 1918

## Pågående krig
- Finska inbördeskriget (januari-maj 1918)

- Första världskriget (1914-1918)[1]

- Ryska inbördeskriget (1917-1922)[1]

## Händelser
- 25 februari - Början av slaget vid Ahvola.
- 3 mars - Freden i Brest-Litovsk mellan centralmakterna och Ryssland
- 25 mars - Början av slaget vid Rautus som efter tio dagar leder till vit finsk seger.
- 4 april - Tyskland erövrar Castel och befäster denna by
- 5 april - Mannerheim segrar över de röda i slaget om Tammerfors.
- 7 maj - Freden i Bukarest mellan centralmakterna och Rumänien
- 20 april - Guatemala förklarar krig mot Tyskland
- 25 maj - Costa Rica förklarar krig mot Tyskland
- 29 april - Vit finsk seger i slaget om Viborg.
- 15 juni - Österrike-Ungern anfaller Italien i slaget vid Piave
- 29 september - Bulgarien kapitulerar
- 30 oktober - Osmanska riket kapitulerar
- 3 november - Österrike-Ungern besegras i slaget vid Vittorio Veneto.
- 4 november - Vapenvila på den italienska fronten
- 9 november - Kejsar Vilhelm II abdikerar
- 10 november - Kejsar Karl I av Österrike abdikerar
- 11 november - Compiègneskogens vapenstillestånd på västfronten

### Fotnoter
1. 1 2  ”World Statesmen”. http://www.worldstatesmen.org/WARS.html. Läst 28 juni 2011.